# Чадаев, Николай Иванович
Никола́й Ива́нович Чада́ев (1884, Запрудное, Нижегородская губерния — 1965) — российский и советский капитан речного судна, стахановец, кавалер Ордена Ленина.

## Биография
Родился в 1884 году в селе Запрудное Нижегородской губернии (ныне — в Кстовском районе Нижегородской области). Отец Николая Ивановича, Иван Григорьевич Чадаев, прослужил 25 лет капитаном на предприятии купца Тер-Акопова.
Закончил сельскую школу-«четырёхлетку» (на начало XX века был единственным жителем села, закончившим обучение в школе). Начинал матросом буксира, где капитаном был его отец. Был масленщиком, плавал три навигации в матросах у отца, затем был штурвальным, лоцманом.
В возрасте 27 лет стал капитаном парохода «Губернатор Баранов», принадлежащего «Обществу И. Н. Тер-Акопова». В Гражданскую войну Чадаев был капитаном колёсного парохода «Лев», до революции так же принадлежавшего «Обществу И. Н. Тер-Акопова», а летом 1918 года вошедшего в состав Красной Волжской флотилии, был переоборудован в канонерскую лодку. «Лев» участвовал в боях за Симбирск.
С 1929 года Н. И. Чадаев — капитан парохода «Степан Разин» (бывший «Редедя, князь Косогский»). Один из первых «стахановцев» водного транспорта. В навигацию 1935 года, благодаря техническим усовершенствованиям механика Н. В. Банатова и новым методам буксировки, Чадаевым Н. И. впервые был проведен состав из 6 нефтеналивных барж грузоподъемностью до 34 тысяч тонн.

Он вместе с механиком парохода Батмановым Н. В. и судовым коллективом вел буксировку большегрузных составов в сложных условиях, сохраняя при этом скорость движения или весьма незначительно снижая её. Таких результатов Н. И. Чадаев добился, применив для большегрузных составов счал „в кильватер“ вместо обычных форм счала „бочонком“ и „безменом“. В навигацию 1935 г. команда п/х „Степан Разин“ провела рекордный состав из 6 барж с 34075 т. груза; в 1936 г. пароход брал на гак по 5—6 барж с общим количеством грузов в составе до 40000 т.
Осенью 1935 года Николай Иванович вместе со штурманами А. К. Колесовым и В. Ф. Ермаковым участвовал в проводке судов в Астраханской области: в конце ноября 1935 года в низовьях Волги случилось резкое похолодание и река стала. У села Тюменьки (ныне — Речное) в ледовом плену оказались пассажирский пароход «Профинтерн» и 16 крупнейших нефтевозов, следовавших в Астрахань. Было принято решение вывести эти суда с помощью ледокола. Из Саратова спешно был снаряжён в путь «Саратовский ледокол», возглавить его команду поручили капитану Н. И. Чадаеву. Зимой без знаний судовой обстановки ледокол пробился через забитые льдом перекаты в низовьях Волги, и на взморье вывел корабли.
В 1940 году — капитан-наставник, в 1942 году — капитан-наставник Волготанкера.

## Награды и премии
- Орден Ленина — «За инициативу и первенство в деле овладения техникой своего дела, за трудовой героизм и выдающиеся успехи в повышении производительности труда, благодаря чему были преодолены и оставлены далеко позади старые технические нормы и превзойдены в ряде случаев нормы производительности труда передовых капиталистических стран, в ознаменование первого всесоюзного совещания стахановцев промышленности и транспорта» (1935)[8].
- медаль «За трудовую доблесть»[4] — За успешную работу в области укрепления и развития речного транспорта (1940)[7].

## Память
- В честь капитана Чадаева были названы буксирный пароход (1937) и дизель-электрический ледокол (1978, проект 1105 «Капитан Чечкин»).
- В посёлке Краснозатонский (в составе городского округа Сыктывкар) в честь Н. И. Чадаева названа улица[5][9].

## Комментарии
1. ↑  Фамилия механика — Банатов, записано с ошибкой